# Elymus semicostatus
Elymus semicostatus är en gräsart som först beskrevs av Christian Gottfried Daniel Nees von Esenbeck och Ernst Gottlieb von Steudel, och fick sitt nu gällande namn av Aleksandre Melderis. Elymus semicostatus ingår i släktet elmar, och familjen gräs. Inga underarter finns listade i Catalogue of Life.